# Болонский трамвай
Болонский трамвай — строящаяся система трамвая города Болонья, Италия.

## Описание
Будет иметь 4 линии — 57 км.

## История
Первая система работала в городе с 1880 года, закрыта в ноябре 1963-го. Имела 16 линий.
В 1990-х годах, во время руководством города администрацией во главе с Вальтером Витали, был утверждён исполнительный проект строительства новой болонской трамвайной сети, состоящей из двух линий. Проект получил финансирование
. Строительство трамвайных путей было центральной темой предвыборной кампании на местных выборах 1999 года. Победа на выборах оппозиционного кандидата Джорджо Гуадзалока разрушило эти планы.
Планировка возвращения трамвая началась в ноябре 2018 года, власти города сообщили об этом официально в марте следующего. Вторая система стартовала официально в апреле 2023-го, открытие планируется в 2026 году (первой линии и второй).

## Строительство
Начато в мае 2023 года, первая линия — Красная, с вилкой на конце. 2 депо, три подземных перехода. В декабре 2023-го заключён договор о строительстве второй линии.

## Линии
4 линии по цвету
- 1 Красная — строится с апреля 2023. 34 остановки, 16,5 км (2 км бесконтактный участок). Пуск 2026.
- 2 Зелёная — строится с весны 2024, 17 остановок, 6,9 км. Пуск июнь 2026. в перспективе дальнейшее продление.
- 3 Жёлтая — в планах (подробное предварительное технико-экономическое обоснование)
- 4 Синяя — в планах (текущий технико-экономический проект)

## Подвижной состав
В апреле 2024 тендер на приобретение до 60 вагонов, покупка 33 вагонов за 135,3 миллионов евро. Длина 33-35 метров, ширина 2,40 м, две кабины, вместимость 205 человек.